# Kolumbijski vunasti majmun
Kolumbijski vunasti majmun  (lat. Lagothrix lugens) je kritično ugrožena vrsta primata iz roda vunastih majmuna. Živi u Kolumbiji, a možda i u Venecueli. Staništa su mu kišne šume na nadmorskoj visini do 3000 metara. Najveća prijetnja mu je prekomjerna količina lova.

## Opis
Kolumbijski vunasti majmun je dug otprilike 51-69 centimetara, a prehenzilni rep pomoću kojega se lakše kreće po stablima je dug 60-72 centimetra, dakle vrlo često duži od tijela. Težak je 5.5 do 11 kilograma. Krzno mu je vunasto i gusto, a boja mu je tamno smeđa do sivkasta. Glava je velika i zaobljena, a uši su malene. Tijelo mu je zdepasto, s istaknutim trbuhom.

## Način života
Dnevna je životinja i živi na drvetu, rijetko je na tlu. Najčešće je aktivan u rano jutro ili kasno popodne. Živi u skupinama od 14 do 33 jedinke različite dobi i spola, koje se dijele u manje skupine pri potrazi za hranom. Najčešće se hrani plodovima i sjemekama.
Mužjaci imaju više partnerica; dominantan mužjak pari se sa svim ženkama. Svake dvije ili tri godine ženka rađa jednog malog majmuna. Dijete uz majku prianja šest do osam mjeseci; prvo uz njezin trbuh, potom leđa i bokove. Briga za dijete traje i do dvadeset mjeseci. Mladi mužjaci ostaju u svom rodnom staništu, a ženke odlaze pridružiti se drugim mužjacima.